# Boben (Hrastnik)
Boben je vesnice, jedno z 19 sídel, která tvoří občinu Hrastnik v Zasávském regionu ve Slovinsku. Ve vesnici v roce 2015 žilo 164 obyvatel.

## Poloha, popis
Území vesnice je protáhlé od severu k jihu v délce zhruba 1,8 km a rozloha je pouhých 0,62 km². Rozkládá se v údolí podél potoka Boben v nadmořské výšce cca od 340 do 500 m. Údolím potoka prochází silnice č. 221 a domy ve vesnici jsou postaveny většinou podél této silnice. Svahy nad údolím jsou zalesněny. Ves Boben sousedí s Hrastnikem, správním centrem občiny.